# Ngôi trường xác sống
Ngôi trường xác sống ( tiếng Hàn Quốc: 지금 우리 학교는, đã Latinh hoá: jigeum uli haggyoneun, Hanja:只今 우리 學校는, tiếng Anh: All of Us Are Dead) là một bộ phim truyền hình kinh dị về đại dịch zombie của Hàn Quốc ra mắt năm 2022. Phim có sự tham gia của dàn diễn viên Park Ji-hu, Yoon Chan-young, Cho Yi-hyun, Park Solomon, Yoo In-soo, Lee Yoo-mi, Kim Byung-chul, Lee Kyu-hyung và Jeon Bae-soo. Tác phẩm kể về một nhóm học sinh, chống lại zombie khi xuất hiện một loại virus lây nhiễm có khả năng biến con người thành xác sống. Bộ phim dựa trên webtoon Now at Our School của Joo Dong-geun, được phát hành từ năm 2009 đến năm 2011. Bộ phim được quay tại trường trung học nữ sinh Sunghee ở Andong, Hàn Quốc.
Phim chính thức được phát hành vào ngày 28 tháng 1, 2022 trên nền tảng dịch vụ xem phim trực tuyến Netflix. Netflix vào tháng 6 cùng năm công bố bộ phim sẽ có phần 2.

## Nội dung
Bộ phim xoay quanh hành trình sống còn, chống lại xác sống của một nhóm học sinh bị mắc kẹt trong trường học khi xuất hiện một loại virus lây nhiễm có khả năng biến con người thành xác sống đang lây lan khắp thành phố. Tình bạn và các giá trị đạo đức của họ đang bị đe dọa, khi họ chiến đấu để tồn tại. Đây không chỉ đơn thuần là cuộc đấu tranh với những thứ nguy hiểm và đáng sợ mà còn là thử thách khi đối diện với sự đố kỵ và lòng tham vô đáy của con người.

## Dàn diễn viên

### Vai chính
- Park Ji-hu vai Nam On-jo[7], một học sinh lớp 2-5, là hàng xóm và bạn thời thơ ấu của Cheong-san. Cô có kiến thức liên quan đến các kỹ năng sinh tồn, do công việc lính cứu hỏa của cha cô.
- Yoon Chan-young vai Lee Cheong-san[7], một học sinh lớp 2-5, là hàng xóm và bạn thời thơ ấu của Nam On-jo. Cậu là một chàng trai tốt bụng, thường đặt lợi ích của người khác lên trên bản thân mình, đặc biệt là Nam On-jo, người mà cậu thích. Cuối phim, cậu chấp nhận hi sinh bản thân mình để cứu các bạn chạy thoát khỏi Yoon Gwi-nam.
- Cho Yi-hyun vai Choi Nam-ra[7], lớp trưởng lớp 2-5, cô là một người nổi tiếng hiếu học, luôn tỏ thái độ lạnh lùng với mọi người. Thực ra, cô rất muốn thân thiết với nhiều bạn bè nhưng bị mẹ cấm cản.
- Park Solomon vai Lee Su-hyeok[7], biệt danh "Chân Su", một học sinh lớp 2-5, cựu thành viên của nhóm du côn, và là một người đánh đấm rất giỏi. Cậu thầm thích Choi Nam-ra.
- Yoo In-soo vai Yoon Gwi-nam[7], một học sinh bạo lực bắt nạt các học sinh khác trong trường. Sau khi bị thây ma cắn cậu biến thành một dạng đặc biệt nửa thây ma nửa người, là vai phản diện của phim.
- Lee Yoo-mi vai Lee Na-yeon,[7] một học sinh giàu có nhưng kiêu ngạo của Lớp 2-5, tự cho mình giỏi hơn những người khác và coi thường Han Gyeong-su. Là người chỉ biết nghĩ cho bản thân mình, nhưng cũng có phần nào đó bị tủi thân. Cô chính là kẻ trực tiếp gây ra cái chết cho Han Gyeong-su.

### Vai phụ
- Im Jae-hyuk vai Yang Dae-su[8] , một học sinh lớp 2-5 và là bạn thân nhất của Wu-jin, người có giọng hát hay, yêu thầm Jang Ha-ri và thường gọi Jang Wu-jin là "em vợ". Là người hài hước nhất bộ phim.
- Kim Bo-yoon trong vai Seo Hyo-ryung, một học sinh lớp 2-5, là cô gái luôn mặc áo khoác len hồng.
- Kim Joo-ah trong vai Yoon I-sak, một học sinh lớp 2-5, là bạn thân nhất với Nam On-jo.
- Son Sang-yeon trong vai Jang Wu-jin, một học sinh lớp 2-5 và là em trai của Jang Ha-ri, hi sinh cứu chị mình trong tập cuối.
- Kim Jin-young trong vai Kim Ji-min, một học sinh lớp 2-5.
- Ham Sung-min trong vai Han Gyeong-su, một học sinh lớp 2-5 và là bạn thân nhất của Cheong-san.
- Ahn Seung-gyun trong vai Oh Joon-young, một học sinh lớp 2-5 và là học sinh đứng thứ hai của trường (đứng nhất là Nam-ra).
- Kim Jung-yeon trong vai Kim Min-ji, một học sinh lớp 2-5, và là bạn của Dae-su.
- Ha Seung-ri trong vai Jang Ha-ri, một học sinh cuối cấp thi bắn cung và là chị gái của Jang Wu-jin. Người sát cánh bên cạnh Mi-jin
- Lee Eun-saem trong vai Park Mi-jin, một học sinh cuối cấp và là một kẻ du côn có tính khí thất thường. Cô thường xuyên hút thuốc và nói những lời lẽ thô tục nhưng cô vẫn quan tâm đến bạn bè của mình, đặc biệt là Jang Ha-ri.
- Jin Ho-eun trong vai Jung Min-jae, một học sinh và là thành viên của câu lạc bộ bắn cung của trường.
- Yang Han-yeol trong vai Yoo Jun-seong, một học sinh cuối cấp và là bạn béo phì, nhát gan nhưng tốt bụng của Park Mi-jin.
- Hwang Bo-un trong vai Lee Ha-lim, một sinh viên năm cuối và là bạn của Yoo Jun-seong, người bị chết trong nhà vệ sinh.
- Oh Hye-soo trong vai Min Eun-ji, một học sinh và là nạn nhân bắt nạt của Yoon Gwi-nam, cô bị quay phim khỏa thân và đăng lên mạng xã hội, cô là dạng nửa thây ma nửa người.Các diễn viên từ trái qua:
Hàng 1: Park Ji-hu (Nam On-jo), Yoon Chan-young (Lee Cheong-san), Cho Yi-hyun ( Choi Nam-ra), Park Solomon (Lee Su-hyeok) 
Hàng 2: Lee Yoo-mi (Lee Na-yeon), Yoo In-soo (Yoon Gwi-nam), Kim Byung-chul (Lee Byeong-chan) và Jeon Bae-soo (Nam So-ju)
- Lee Kyu-hyung trong vai Song Jae-Ik, một thanh tra của sở cảnh sát.
- Ahn Ji-ho trong vai Kim Chul-soo, một học sinh và là nạn nhân bắt nạt của Yoon Gwi-nam. Anh là người ích kỉ, một mình được giải cứu đến khu cách li mà bỏ lại tất cả bạn bè của mình. Trong tập cuối, anh bị giết bởi Min Eun-ji.
- Jung Yi-seo trong vai Kim Hyeon-ju, một học sinh tham gia bắt nạt cùng với Yoon Gwi-nam. Cô là nạn nhân đầu tiên của đại dịch thây ma ở Hyosan.
- Lee Chae-eun trong vai Park Hee-su, một học sinh lớp 2-5, mang thai và sau đó sinh con trong nhà vệ sinh công cộng. Đứa con may mắn được cứu sống bởi thanh tra Song Jae-Ik.
- Lee Min-goo trong vai Lee Jin-su, một học sinh và là con trai của Lee Byeong-chan, người thường xuyên bị bắt nạt ở trường.
- Oh Hee-joon trong vai Son Myung-hwan, một học sinh dẫn đầu vụ bắt nạt ở trường.
- Shin Jae-hwi trong vai Park Chang-hoon, một học sinh tham gia bắt nạt học sinh tại trường.
- Kim Byung-chul trong vai Lee Byeong-chan, một tiến sĩ khoa học và là người tạo ra virus, đóng vai trò là nhân vật phản diện chính của bộ truyện.
- Lee Sang-hee trong vai Park Sun-hwa, một giáo viên tiếng Anh và là chủ nhiệm của Lớp 2-5. Cô rất yêu thương học sinh của mình, cô đã hi sinh thân mình để Lee Na-yeon được sống.
- Yoon Byung-hee trong vai Kang Jin-goo, một giáo viên thể thao.
- Ahn Si-ha trong vai Kim Kyung-mi, y tá của trường.
- Yoon Kyung-ho trong vai Jung Yong-nam, một giáo viên người Hàn Quốc và là hiệu trưởng của trường.
- Um Hyo-sup với tư cách là hiệu trưởng của trường.
- Lee Kyu-hyung trong vai Song Jae-ik, một thám tử của Sở cảnh sát Hyosan.
- Park Jae-chul trong vai Jeon Ho-chul, một cảnh sát phụ.
- Ahn Se-bin trong vai Se-bin, một cô gái mất mẹ vì thây ma.
- Lee Si-hoon trong vai "Orangibberish", một Youtuber đã liều mình vào Hyosan để quay phim và phát trực tiếp cuộc khủng hoảng zombie.
- Jeon Bae-soo trong vai Nam So-ju, đội trưởng đội cứu hộ của Trạm cứu hỏa Hyosan 1, và là cha của On-jo.
- Woo Ji-hyun trong vai Kim Woo-shin, thành viên trẻ nhất của đội cứu hộ 1 của Trạm cứu hỏa Hyosan 1.
- Dong Hyun-bae trong vai Park Young-hwan, một nhân viên cứu hộ của đội cứu hộ Trạm cứu hỏa Hyosan 1.
- Lee Ji-hyun trong vai mẹ của Cheong-san, người điều hành một nhà hàng gà rán.
- Bae Hae-sun trong vai Park Eun-hee, thành viên Quốc hội đại diện cho Hyosan.
- Jo Dal-hwan trong vai Jo Dal-ho, một trợ lý cấp cao.

## Tập phim

### Mùa 1(2022)
| TT. | Tiêu đề  | Ngày phát sóng gốc  |
| --- | -------- | ------------------- |
| 1 | "Tập 1"  | 28 tháng 1 năm 2022 |
| Một học sinh bị cắn ở phòng khoa học của Lee Byeong-Chan. Thế rồi, vết cắn tưởng như vô hại khiến một căn bệnh bùng phát nhanh chóng, khiến cả trường nhuốm máu.           |          |                     |
| 2 | "Tập 2"  | 28 tháng 1 năm 2022 |
| Số người bị nhiễm bệnh tăng theo cấp số nhân. Vật lộn để giữ mạng, Nam On-Jo và Lee Cheong-San ẩn nấp cùng nhiều người khác trong một phòng học, nhưng đâu thể được lâu.   |          |                     |
| 3 | "Tập 3"  | 28 tháng 1 năm 2022 |
| Trong lúc chiến đấu với thây ma, một thành viên trong nhóm đã bị trầy da. Lee Na-Yeon yêu cầu mọi người đuổi cậu ra ngoài. Ngoài trường học, virus đã nuốt trọn thành phố. |          |                     |
| 4 | "Tập 4"  | 28 tháng 1 năm 2022 |
| Vì cần điện thoại di động, hai học sinh mạo hiểm tìm đường đến phòng giáo vụ. Byeong-Chan cho thanh tra Song Jae-Ik hay biết một tin hệ trọng.                             |          |                     |
| 5 | "Tập 5"  | 28 tháng 1 năm 2022 |
| Thành phố áp dụng thiết quân luật. Khi Cheong-San bị tách khỏi nhóm, On-Jo chỉ huy nhiệm vụ dùng drone để tìm cậu.                                                         |          |                     |
| 6 | "Tập 6"  | 28 tháng 1 năm 2022 |
| Cả nhóm dọn đường giải cứu Cheong-San bằng cách sử dụng âm thanh để thu hút thây ma, nhưng một mối họa mới đã xuất hiện. Nam So Ju trốn khỏi khu vực cách ly.              |          |                     |
| 7 | "Tập 7"  | 28 tháng 1 năm 2022 |
| Các học sinh thực hiện kế hoạch nguy hiểm nhất từ trước đến nay để thoát khỏi phòng học nhạc và lên được sân thượng. Ở một nơi khác, Jae-Ik gặp phải một trở ngại.         |          |                     |
| 8 | "Tập 8"  | 28 tháng 1 năm 2022 |
| Jae-Ik và mọi người đâm phải một học sinh từ trường học. Na-Yeon lấy hết can đảm để đối mặt với bạn bè. Cả nhóm dốc bầu tâm sự bên đống lửa.                               |          |                     |
| 9 | "Tập 9"  | 28 tháng 1 năm 2022 |
| Sự xáo động ở trại khiến nhận thức của quân đội về virus thay đổi. Mưa bão là lá chắn hoàn hảo khi cả nhóm đồng ý tiếp tục di chuyển.                                      |          |                     |
| 10 | "Tập 10" | 28 tháng 1 năm 2022 |
| Giảng đường mau chóng trở thành cái bẫy với hai nhóm sống sót vừa mới tập hợp. Nhật ký bằng video của Byeong-Chan hé lộ giải pháp quyết liệt cho cuộc khủng hoảng này.     |          |                     |
| 11 | "Tập 11" | 28 tháng 1 năm 2022 |
| Mặc dù người bảo vệ bất ngờ đã mở ra đường an toàn cho cả nhóm đến điểm dừng tiếp theo, Yoon Gwi Nam vẫn bám theo sát gót. Quân đội đưa ra quyết định quan trọng.          |          |                     |
| 12 | "Tập 12" | 28 tháng 1 năm 2022 |
| Các học sinh đến được khu cách ly, mỗi người đều bị nỗi mất mát bi thảm đè nặng. Nhiều tháng sau, họ tiếp tục hy vọng có một người sống sót.                               |          |                     |

## Sản xuất

### Phát triển
Vào ngày 12 tháng 4 năm 2020, Netflix thông báo rằng JTBC Studios và Film Monster sẽ sản xuất loạt phim mang tên All of Us Are Dead dựa trên webtoon nổi tiếng Now at Our School.
Đạo diễn Lee Jae-kyoo cho biết anh nảy ra ý tưởng về các biến thể sau khi chứng kiến tác động của đại dịch COVID-19 đối với thế giới thực: “Mặc dù mọi người cùng ngồi ăn với nhau trong không gian kín nhưng một số người có thể bị nhiễm bệnh trong khi những người khác âm tính”, Lee Jae Kyoo nói. Anh cho rằng “virus zombie cũng có thể có những biến thể như vậy mà mọi người không bị nhiễm 100%”.

### Tuyển chọn diễn viên
Vào ngày 19 tháng 4 năm 2020, Yoon Chan-young xác nhận sẽ tham gia đóng chính trong bộ phim. Park Ji-hu được xác nhận sẽ tham gia diễn xuất vào ngày 22 tháng 4. Vào ngày 1 tháng 7, nhà sản xuất xác nhận sẽ có sự tham gia diễn xuất của Cho Yi-hyun, Park Solomon và Yoo In-soo. Về vấn đề lựa chọn diễn viên, đạo diễn Lee Jae-kyoo nói rằng, "Tôi nghĩ việc đưa những diễn viên có khả năng diễn xuất tuyệt vời nhưng vẫn chưa được công chúng biết đến sẽ làm tăng thêm sự hấp dẫn của bộ phim".

### Quay phim
Việc sản xuất buộc phải tạm dừng vào tháng 8 năm 2020 do đại dịch COVID-19 tại Hàn Quốc bùng phát trở lại.

## Đón nhận
Từ dữ liệu mà Netflix cung cấp, bộ phim đã có 124.790.000 giờ xem trên toàn thế giới (gần gấp đôi với số lượng giờ xem của Trò chơi con mực trong 6 ngày đầu tiên). Con số này đã vượt xa loạt phim Hàn Quốc đã trở thành hiện tượng năm ngoái “Trò chơi con mực ”. Theo Flix Patrol - trang web xếp hạng nội dung dịch vụ video trực tuyến toàn cầu (OTT), Ngôi trường xác sống (All of us are dead) gây sốt toàn cầu, liên tục tăng tỷ lệ người xem. Dự án đứng đầu hạng mục truyền hình Netflix tại 53 quốc gia và vùng lãnh thổ, kể từ khi phát hành vào ngày 28/1, trong đó có Nhật Bản, Việt Nam, Thái Lan, Malaysia, Pháp, Đức, Italy, Australia, Ấn Độ, Thổ Nhĩ Kỳ, Mexico... Tại Mỹ hôm 6/2, tác phẩm chiếm vị trí thứ 2, sau nhiều ngày dẫn đầu.

### Đánh giá chuyên môn
Trên trang tổng hợp đánh giá Rotten Tomatoes, bộ phim giữ tỉ lệ đánh giá là 84% dựa trên 19 bài đánh giá, với tỷ lệ trung bình là 7.0/10. Trên Metacritic, sử dụng mức trung bình có trọng số, đã chỉ định cho bộ phim số điểm 67 trên 100, dựa trên 5 nhà phê bình, chỉ ra "những đánh giá chung có lợi".
Tờ Deadline của Mỹ đánh giá cao sức hút của phim zombie Hàn, mô tả Ngôi trường xác sống và Squid Game là "cú đánh có một không hai". "Hàn Quốc trở thành quốc gia đầu tiên có phim truyền hình không nói tiếng Anh nhiều lần đứng đầu top 10 hàng ngày trên Netflix Mỹ", tờ này viết. Trang Screen Rant nhận định Hàn trở thành kho phim, cường quốc trong lĩnh vực giải trí và khán giả khó có thể cưỡng lại các tác phẩm khác đến từ nền điện ảnh này trong tương lai.

## Giải thưởng & đề cử
| Năm  | Giải thưởng                                | Hạng mục                                  | Đề cử           | Kết quả   |
| ---- | ------------------------------------------ | ----------------------------------------- | --------------- | --------- |
| 2022 | Giải thưởng nghệ thuật Baeksang lần thứ 58 | Nam diễn viên mới xuất sắc nhất           | Yoo In-soo      | Đề cử     |
| 2022 | Giải thưởng nghệ thuật Baeksang lần thứ 58 | Nữ diễn viên mới xuất sắc nhất            | Cho Yi-hyun     | Đề cử     |
| 2022 | Giải thưởng nghệ thuật Baeksang lần thứ 58 | Nữ diễn viên mới xuất sắc nhất            | Lee Yoo-mi      | Đề cử     |
| 2022 | 1st Blue Dragon Series Awards              | Nữ diễn viên mới xuất sắc nhất            | Cho Yi-hyun     | Đề cử     |
| 2022 | 1st Blue Dragon Series Awards              | Nữ diễn viên mới xuất sắc nhất            | Park Ji-hu      | Đề cử     |
| 2022 | 8th APAN Star Awards                       | Excellence Award, Actress in an OTT Drama | Lee Yoo-mi      | Đề cử     |
| 2022 | 8th APAN Star Awards                       | Nam diễn viên mới xuất sắc nhất           | Yoon Chan-young | Đoạt giải |
| 2022 | 8th APAN Star Awards                       | Nữ diễn viên mới xuất sắc nhất            | Cho Yi-hyun     | Đề cử     |
| 2022 | 8th APAN Star Awards                       | Nữ diễn viên mới xuất sắc nhất            | Park Ji-hu      | Đoạt giải |

## Tương lai
Sau thành công của loạt phim, đạo diễn Lee Jae-kyu cho biết: “Nếu mùa 1 làm tốt hơn một chút và có thể làm tốt về lâu dài, tôi nghĩ đó sẽ là bước đệm cho Ngôi  trường xác sống 2.” Ông cũng chia sẻ thêm rằng cá nhân mình rất muốn làm phần 2, nhưng chưa thể khẳng định điều gì. Ông cũng chia sẻ thêm về phần tiếp theo của loạt phim: “Nếu mùa 1 cho thấy sự tương phản trong cách thanh thiếu niên và người lớn cố gắng sinh tồn qua ranh giới giữa sự sống và cái chết, thì Ngôi  trường xác sống 2 sẽ là câu chuyện về thây ma đối lập với các nhóm người.”